# Pistacia terebinthus

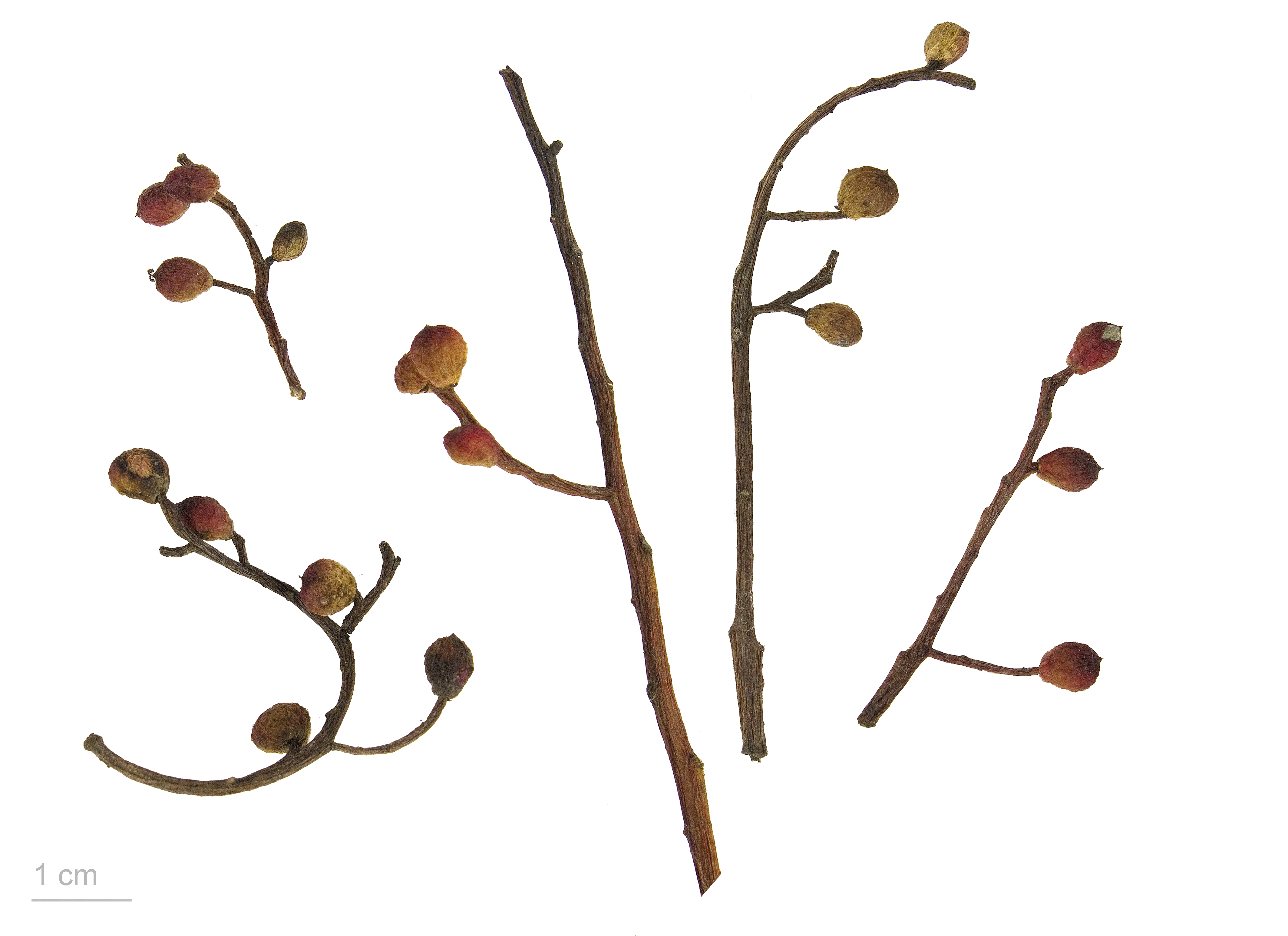
Pistacia terebinthus - MHNT

Pistacia terebinthus là một loài thực vật có hoa thuộc họ Đào lộn hột (Anacardiaceae), bản địa quần đảo Canaria, và vùng Địa Trung Hải từ vùng miền tây Maroc, và Bồ Đào Nha đến Hy Lạp, tây và đông nam Thổ Nhĩ Kỳ. Ở bờ đông Địa Trung Hải – Syria, Liban và Israel – một loài tương tự, Pistacia palaestina, sống ở hốc sinh thái tương đồng với loài này.